# Russelia parvifolia
Russelia parvifolia är en grobladsväxtart som beskrevs av Carlson. Russelia parvifolia ingår i släktet Russelia och familjen grobladsväxter. Inga underarter finns listade i Catalogue of Life.